# Parroquia matriz del Apóstol Santiago (Los Realejos)
La parroquia matriz del Apóstol Santiago está ubicada en el casco de Realejo Alto, en el término municipal de Los Realejos, isla de Tenerife (Canarias, España). Su templo fue declarado Monumento Histórico Artístico de carácter Nacional por Real Decreto 598/1983 de 2 de febrero, (B.O.E. N.º 69). Es, por tanto, Bien de Interés Cultural, con categoría de Monumento.
El Realejo Alto tiene desde el año 2014 la denominación de Bien de Interés Cultural, con categoría de Conjunto Histórico.

## La fábrica delsigloXVI

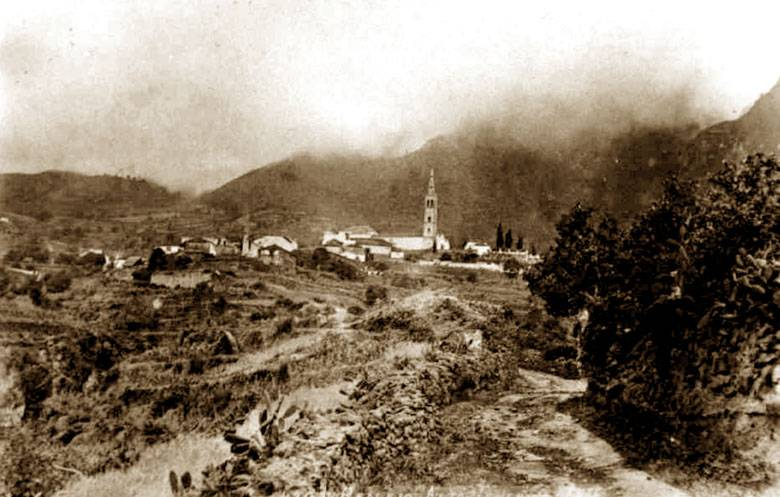
El Realejo de Arriba en el.

Fue una de las primeras edificaciones religiosas de Tenerife en 1496, tras darse por finalizada la etapa bélica de la conquista, lo cierto es que teniendo en cuenta la mentalidad de la época y los motivos que hicieron posible la empresa conquistadora, no sería extraño que Alonso Fernández de Lugo y su comitiva decidieran edificar un templo a Santiago Apóstol como muestra de agradecimiento. Además, avala esta idea la participación en este proceso conquistador de grancanarios del actual municipio de Gáldar, población que desde sus orígenes, estuvo bajo la protección del mencionado santo y que, establecidos en esta comarca de Taoro, se afanaron, inmediatamente, en la puesta en marcha del negocio de la caña de azúcar. Por otra parte, hay que tener en cuenta los orígenes de Alonso Fernández de Lugo cuyos abuelos paternos eran gallegos que se trasladaron a San Lúcar de Barrameda con motivo de la reconquista castellana del reino nazarí de Granada.
Es por ello, que la idea de Iglesia que surge a raíz del mencionado suceso, no se puede entender desde un concepto meramente físico, por el contrario hay que entenderla desde un aspecto catequético y evangelizador que desembocara en la erección del primitivo Templo del Apóstol Santiago. Aquel 25 de julio de 1496 se llevó a cabo el bautismo de los nueve menceyes guanches que recibieron nombres cristianos, pasando a constituir una muy básica comunidad que exigiría, como tal, de un lugar para poder celebrar su nueva fe. Por ello, Santiago del Realejo, tiene que ser entendido como una comunidad básica que más tarde pasaría, según lo dispuesto en las Visitas Sinodales a ser considerada definitivamente como parroquia en 1498.
Aunque el primer libro de fábricas lamentablemente desapareció en el siglo XVII, se cree que en fechas inmediatas a la conquista ya debió de existir un lugar físico destinado al Culto Divino ya que en 1542, las Sinodales del obispo Don Diego de Muros mencionan la donación de tierras a la iglesia de “…Santiago del Realejo de arriba” pasando a ser el primer beneficio de la comarca de Taoro y, encontrándose bajo su jurisdicción los embriones de las comunidades parroquiales, de San Marcos Evangelista de Icod de los Vinos, en 1515, San Pedro de Daute en Garachico, en 1515, Santa Úrsula de Adeje, en 1573, San Pedro de Vilaflor, convertida en parroquia en 1530, Ntra. Sra. de la Concepción de La Orotava, elevada a categoría de parroquia en 1532, y Ntra. Sra. de la Concepción del Realejo de Abajo, en 1533.
Por todo ello es lógico pensar que en 1496 se erige un sencillo recinto sacro cubierto de un sencillo techo pajizo, lo que hace del Apóstol Santiago, uno de los primeros templos cristianos de la Isla de Tenerife. Las obras para adecentar la fábrica serían prácticamente inmediatas, prolongándose a lo largo del siglo XVI. Como muestra de la calidad que debió tener aquella primera fábrica es la factura de la que fuera portada principal del Templo, labrada en 1570 por Juan Benítez, que actualmente da acceso al templo por la cara norte, la conocida como "portada jacobea."
En referencia al interior del templo, el inventario redactado en 1591 nos dice que existían tres altares principales, el mayor, en el que recibía culto la primitiva imagen del Apóstol Santiago, en su versión de peregrino; la de San Bartolomé, la de San Benito y San Antonio de Padua. En lugar destacado se hallaba la primitiva imagen de Ntra. Sra. de Los Remedios. Se citan también una imagen de San Sebastián mártir, y otra de San Miguel Arcángel que muy posiblemente sean las que aún hoy se conservan recibiendo culto en el Retablo de Ánimas. Pinturas, y numerosas piezas de orfebrería completaban un patrimonio que ya por aquel entonces era considerable.

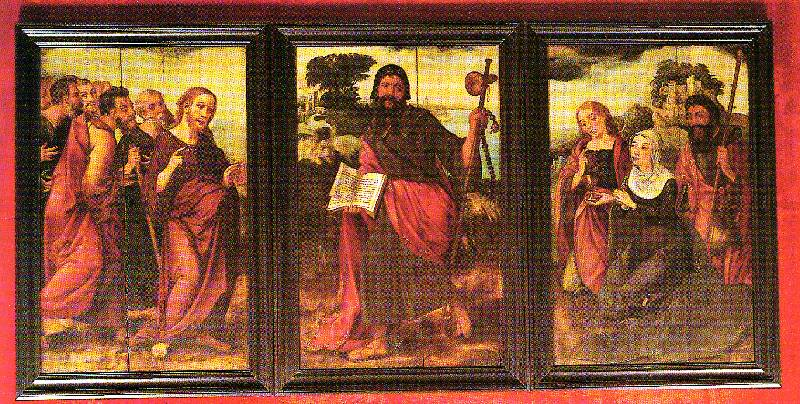
Tríptico de Santiago.

Contaba ya el templo con su coro de madera, su órgano y su púlpito.
Sin embargo la aportación más importante al patrimonio parroquial sería el conjunto de pinturas que recogía la vida del Apóstol Santiago y que presidía el presbiterio. De ellas subsisten apenas una parte que se conservan en la actual capilla de los Remedios. Hasta épocas muy recientes se venía atribuyendo la autoría de estas tablas a la Escuela pictórica de Amberes, pero investigaciones más recientes las asocian al arte del Maestro de Delft, pintor holandés que se encontraba activo hasta principios del siglo XVI.

## El templo
La construcción del templo tal y como se conserva hoy en día se prolongó en el tiempo hasta el siglo XVII, pues el edificio del XVI presentaba un estado ruinoso al inicio de aquel siglo. Así, en 1604, el mismo maestro que había fabricado la primera portada de cantería en 1570, es encargado de desmontar la que pasó a llamarse “Yglesia vieja” y levantar la nueva, aprovechando algunos materiales de la capilla mayor, pero consolidando y ampliando su única nave y abriendo capillas a ambos lados del crucero. La piedra sería extraída de las canteras de Tigaiga, mientras la teja se fabricó en el “Realejo en el heredamiento”d.
En 1610 aparece ya configurada la nave del Evangelio, o del lado norte, presidida por la capilla de Ntra. Sra. del Rosario, actual capilla de Los Remedios. Como puerta de acceso a esta nave, se coloca la que hasta entonces había sido puerta principal del Templo.
Por su parte, la nave del lado sur, o de la Epístola, tiene su origen en 1626, siendo Beneficiado y mayordomo el Licenciado Llanos, y estando encargado de la obra Manuel Penedo, cantero de origen portugués que, tras derribar la correspondiente pared exterior, edificó la nueva nave con piedra de las canteras de Acentejo. Todas estas obras, obligaron a que en 1667 se tuviera que reedificar el presbiterio, desapareciendo así los restos de la “iglesia vieja”.
Para fabricar las cubiertas se contó con maderas de Tigaiga, dándose mayor importancia a la capilla mayor, la cual fue concebida con una “armadura organizada en ocho faldones y cubierta de lacería, con un alargado harneruelo del que penden sendos pinjantes”. El dorado y policromía que la decoran fueron obra del maestro Andrés Gómez. Las cubiertas de las capillas laterales fueron concebidas a semejanza de la central, pero con una mayor sencillez. En cuanto a las que cubren las naves presentan forma de artesa invertida; “la central, de par y nudillos, y las laterales, de parhilera con motivos decorativos que se repiten en los tierantes".
En lo que a la torre respecta, esta fue realizada en 1774, siendo mayordomo Pedro González Regalado, quien sustituyó el campanario que ocupaba el mismo lugar, al lado izquierdo de la fachada. Su chapitel, cubierto con escamas de cerámica, ha hecho de la torre un elemento característico del paisaje de Los Realejos, elemento que, tras la restauración a que fue sometida durante los años 2005-2006, recuperó, quizás de forma poco acertada, su aspecto original, perdiendo es sabor que le daba el color que había ido adquiriendo con tantos y tantos inviernos sobre sus muros.
Por lo tanto, al finalizar el siglo XVIII, la iglesia ya presentaba la configuración actual, con las características propias de los templos canarios: tres naves de igual altura, rematadas por sendas capillas, y cubiertas por armaduras de tradición mudéjar.
El siglo XX trajo consigo importantes modificaciones al interior del templo. Así, en 1922 hubo de sustituirse el total de la cantería de los arcos y columnas ya que en algunos lugares, la mala calidad de la piedra utilizada en la fábrica, había originado graves deterioros poniendo en peligro la conservación del conjunto. Se colocaron arcos y columnas de hormigón, introduciéndose el uso del capitel de gusto jónico.
Ya, en la década de los sesenta del pasado siglo XX, se procedió a añadir un nuevo cuerpo al edificio. Siguiendo la dirección de las naves hacia el poniente, se añadieron dos capillas laterales, de igual tamaño que las dos naves, mientras en el centro, se añadió una tercera capilla, de mayor altura que la nave central. Estas obras ocasionaron la pérdida de dos importantes elementos muebles. Por un lado el coro, conjunto ligneo que presentaba una serie de pinturas de arquitecturas fingidas, y una gran puerta por la que se accedía a su interior, lugar en que se encontraba la sillería labrada en madera de barbusano. En un segundo cuerpo, se hallaba un órgano del siglo XVII.

## El interior

### El Retablo de Ánimas
Como hemos visto el siglo XVII trajo consigo grandes obras en el conjunto del edificio, hechos que motivaron el surgimiento de diferentes iniciativas encaminadas a mejorar la decoración interior. En 1630, el beneficiado Bernabé González Llanos acomete las primeras obras en la entonces capilla de Ntra. Sra. del Socorro, hoy capilla del Nazareno. Hacia 1669, Francisco Yánez Barroso costeó el Retablo de las Ánimas el cual debió de constar únicamente del lienzo principal, obra que está considerada una de las mayor antigüedad de los que en su género se conservan en Canarias, así como un claro exponente de las ideas contrarreformistas.
En 1776 Don Pedro González Regalado había comprado madera con la finalidad de modificar dicho retablo. En 1757 se abona al imaginero Sebastián Fernández Méndez “el joven”, quien aunque tenía su taller en el entonces Puerto de Santa Cruz, actual capital de la Isla, pertenecía a una saga de artistas que desde el siglo XVII habían mantenido relaciones artísticas y familiares con Los Realejos; la cantidad de 480 reales por la imagen de San Pedro Papa, obra que pasaría a ocupar la nueva hornacina central. 
A ambos lados de San Pedro, se colocaron las imágenes de San Sebastián y San Miguel Arcángel, piezas que ya aparecen mencionadas en el inventario de 1591.

### Retablo de la Misericordia
Antonio Álvarez, merece un lugar de importancia en la historia artística de Los Realejos. Retablista de calidad comienza a trabajar para los diferentes templos realejeros por la década de los sesenta del siglo XVII. En 1678 efectúa el Retablo de la Misericordia para la parroquia. Su estructura se adapta a la necesidad de colocar en el nicho central la escena de "El Calvario", dándosele mayor amplitud que a los dos laterales.
En la actualidad reciben culto en este retablo las imágenes del Cristo, pieza llegada desde la parroquia de San Francisco de Asís de la ciudad de Las Palmas de Gran Canaria, en cuya capilla ubicada en la portería del convento recibiera culto hasta la desamortización del siglo XIX. Fue por iniciativa del lagunero Don Manuel Fragoso, al solicitar al entonces obispo de la Diócesis de Canarias Monseñor Judas Tadeo José Romo y Gamboa, le fuera entregada dicha imagen para poder ponerla al culto en nuestro templo parroquial. Así fue, en 1846 llegaba el Cristo a Los Realejos.
Acompañan al Cristo en la hornacinas central las imágenes de San Juan Evangelista y de la Dolorosa, pieza, esta última, que recibiera originalmente culto en el desaparecido convento agustino de San Juan Bautista de esta localidad de Los Realejos. Tras la desamortización esta pieza había quedado en depósito, con todo su ajuar, en casa de Don José Albelo Ramírez hecho que fue aprovechado en 1849 por los beneficiados Don Antonio Santos Barrios y Don Domingo Chávez para solicitar a la autoridad eclesiástica que les fuera entregada dicha imagen. Ese mismo año, la pieza pasó a engrosar el patrimonio del templo del Apóstol Santiago.
En las otras dos hornacinas laterales reciben culto una Santa Verónica que puede haber sido la Soledad que adquiriera en 1769 don Agustín García de Chaves y una Santa María Magdalena de principios del siglo XX.
La parte baja de este Retablo de la Misericordia ha sido adaptada recientemente para albergar la Imagen del Señor Difunto, con su urna dorada. El Cristo debió de ser un antiguo crucificado del tipo de los articulados tan comunes en nuestros templos y que eran utilizados para las representaciones del descendimiento en la tarde del Viernes Santo. En 1767, la cofradía de Misericordia construyó una capilla con camarín y retablo para colocarlo. Esta se encontraba frente a la fachada principal de la parroquia y fue demolida para pasar la carretera que conduce al barrió de Icod el Alto a mediados del pasado siglo XX. El retablo fue montado en la antigua capilla del socorro y más tarde nuevamente desmontado desapareciendo definitivamente.

### Retablo de San José
Al mismo tiempo que se fabricaba el retablo de la Misericordia, se trabajaba también en el de Ntra. Sra. de la Concepción, hoy dedicado al Patriarca San José. De pequeño tamaño,pero de gran valor artístico, fue sufragado por el mayordomo D. Antonio Romero hacia 1680. De su imagen titular nada se conoce pero el San José que ocupa su única hornacina es una pieza de la escuela insular del siglo XVIII. En una intervención que realizó a esta pieza el desaparecido restaurador Antonio Oliva, éste apunta una posible autoría del escultor y pintor lagunero José Rodríguez de la Oliva.

### Retablo Mayor
La parroquia se volcó para logar un retablo mayor digno. En 1680, Diego Díaz de Armas y Francisco Acosta Granadilla, finalizaban los trabajos de tallado de la madera de viñátigo y pinabete. A ellos se unió la labor de dorado y policromado llevada a cabo por tres artífices de importancia como fueron María de Puga, Andrés Gómez y el agustino fray Miguel Lorenzo. En cuanto a los imágenes que reciben hoy día culto en el retablo mayor decir que el Santiago procede de uno de los conventos de la vecina localidad del Puerto de la Cruz y que, aunque muy posiblemente fue una pieza de vestir que representara a Santiago Peregrino, hoy en día, y tras los trabajos de remodelación realizados en la década de los años 20 del siglo pasado en los talleres que la familia Perdigón tenían en La Orotava, se nos presenta al apóstol montando en caballo blanco, y sosteniendo en su mano izquierda un estandarte y en la derecha una espada de plata.
Destinado a coronar el Manifestador para el Santísimo Sacramento que a principios del XIX se manda a construir, se adquiere la imagen de un Cristo, de tamaño académico, menor del natural, obra del insigne imaginero grancanario José Luján Pérez. Hoy en día, esta pieza se halla, fuera de culto, en una de las sacristías de la parroquia.
En la otra hornacina se expone la imagen de San Isidro Labrador obra que data de 1676, y que está considerada la primera representación iconográfica de este santo madrileño que se conserva en la isla de Tenerife. En honor a él, y por su calidad de protector de los agricultores de la comarca, se celebra cada año, el último domingo del mes de mayo, la Romería Regional de San Isidro Labrador.

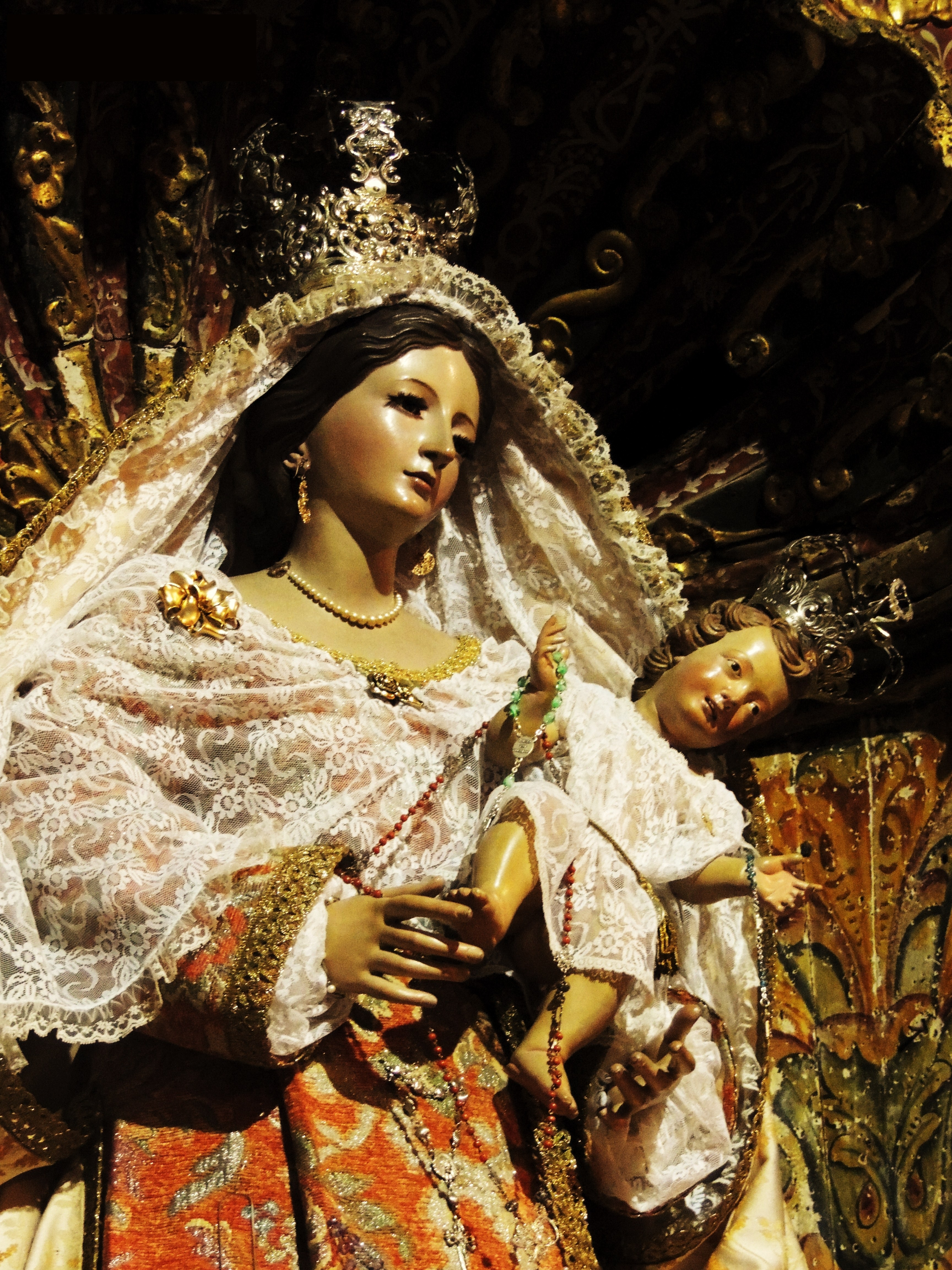
Nuestra Señora de Los Remedios (1817).

### Retablo de la Virgen de los Remedios
El retablo de la Virgen de los Remedios y que originalmente perteneció a la Cofradía del Rosario, se construyó entre los años 1680 y 1684 siendo mayordomos Don Salvador Machado y Don Bartolomé Rodríguez. Se engloba dentro del estilo del maestro Antonio Álvarez y en su hornacina central recibió culto originalmente la imagen de la Virgen del Rosario. Desaparecida dicha cofradía, la devoción al Rosario desapareció de la parroquia, por lo que en 1817 se coloca en él la venerada Imagen de Ntra. Sra. de Los Remedios, pieza atribuida a la gubia del imaginero canario Fernando Estévez y que vino a sustituir a la antigua imagen de Los Remedios que aparece ya citada en el inventario de 1591 y que, posteriormente recibiera culto en la hornacina central del retablo mayor. 
A ambos lados de la hornacina central se abren otras dos de menor tamaño que alvergan, desde el siglo XIX dos imágenes venidas desde el Convento de Santa Lucía. Por un lado, la imagen del seráfico fundador de la Orden Franciscana, San Francisco de Asís, y por el otro, la imagen titular de dicho Convento, la de la mártir Santa Lucía.

### Retablo de Santa Bárbara
Costeado por Marcelo Fernández Vasconcelos en la segunda mitad del XVIII, está realizado en madera de barbusano en su color. En el nicho central se halla la imagen de Santa Bárbara, talla estofada y policromada que recientemente ha sido adscrita a la gubia del sevillano Pedro Duque y Cornejo. A la derecha, una pequeña imagen de San Andrés Apóstol atribuida recientemente a la mano de Juan Bautista Vázquez el Mozo y para quien instituyó fiesta María Hernández al testar en 1625. Al otro lado, una imagen de San Pedro de Alcántara, reformador de la Orden Franciscana.
En lo que antiguamente fue sagrario, recibe culto una imagen del Niño Jesús que es obra de Sebastián Fernández Méndez por quien su cofradía pago 250 reales siendo mayordomo de la Cofradía del Santo Nombre Don Miguel Rodríguez de la Guardia.

### Retablo de El Nazareno
Procedente del Convento de Santa Lucía que la Orden Franciscana había erigido en 1610, llegó el retablo que ocupa hoy la antigua capilla de Ntra. Sra. del Socorro, hoy del Nazareno, y que el Doctor Trujillo Rodríguez coloca en la órbita de Antonio Álvarez. La hornacina central está ocupada por la imagen del Titular de la Franciscana Cofradía, El Nazareno obra del escultor manchego de origen y formación sevillana Martín de Andújar Cantos, quien lo tallara por encargo de la Tercera orden de San Francisco para la iglesia conventual en 1637. 
El Nazareno pasó a formar parte del patrimonio de la parroquial del Apóstol Santiago en 1856 y desde 1991 cuenta con cofradía propia.
A finales del año 2007, las dos imágenes que desde hacía más de 50 años habían compartido retablo con El Nazareno, La Verónica y la Santa María Magdalena, fueron trasladadas al Retablo de la Misericordia, siendo ocuapadas las dos hornacinas laterales por dos imágenes de los talleres catalanes de Olot

## Párrocos

### Párrocos desde la fundación en elsigloXVy durante elXVI
| × | Sacerdotes                         | Periodo   |
| - | ---------------------------------- | --------- |
| 1 | Don Frey Juan de Villadiego        | 1496-1511 |
| 2 | Don Bartolomé Xual (Clérigo)       | 1507      |
| 3 | Don Diego Díaz                     | 1511-1536 |
| 4 | Don Rodrigo de Villalobos (Rector) | 1536-1557 |
| 5 | Don Alonso Márquez (clérigo)       | 1542      |
| 6 | Don Felipe Machado                 | 1577      |

### Párrocos durante elsigloXVII
| × | Sacerdotes                                  | Periodo   |
| - | ------------------------------------------- | --------- |
| 1 | Don Alonso de Milán                         | 1600-1618 |
| 2 | Don Bernabé González Llanos (Rector)        | 1618-1626 |
| 3 | Don Marcos García de Chaves (clérigo)       | 1618-1626 |
| 4 | Don Lope Quintero de Figueroa               | 1659      |
| 5 | Don Juan Díaz Llanos (Rector)               | 1660-1669 |
| 6 | Don Tomás de Bethencourt y Croca (Servidor) | 1660-1669 |
| 7 | Don Marcos Martínez Carranza                | 1670-1688 |
| 8 | Don Gonzalo Díaz de Chaves                  | 1688-1729 |

### Párrocos durante elsigloXVIII
| × | Sacerdotes                                 | Periodo   |
| - | ------------------------------------------ | --------- |
| 1 | Don Marcelo Fernández Vasconcelos (Rector) | 1759-1779 |
| 2 | Don Agustín García de Chaves (Rector)      | 1748-1803 |
| 3 | Don Pablo José Méndez (Servidor)           | 1748-1803 |

### Párrocos durante elsigloXIX
| × | Sacerdotes                                      | Periodo   |
| - | ----------------------------------------------- | --------- |
| 1 | Don Francisco García Yáñez                      | 1803-1822 |
| 2 | Don Antonio Santiago Barrios                    | 1822-1849 |
| 3 | Don Domingo González de Chaves y Pérez (Rector) | 1849-1866 |
| 4 | Don Antonio Martín Bautista (Servidor)          | 1849-1854 |
| 5 | Don Domingo Chávez y Pérez                      | 1866-1878 |
| 6 | Don Ángel Fernando de la Barreda Hernández      | 1878-1918 |

### Párrocos durante elsigloXX
| ×  | Sacerdotes                             | Periodo   |
| -- | -------------------------------------- | --------- |
| 1  | Don Nicolás Torres Carballo            | 1918-1919 |
| 2  | Don Joan Cervià i Noguer               | 1920-1928 |
| 3  | Don Diego Cedrés y Franchy (Coadjutor) | 1927      |
| 4  | Don Carlos Enrique Delgado y Delgado   | 1928-1948 |
| 5  | Don Leonardo Regalado Hernández        | 1948-1952 |
| 6  | Don Ramón Engelberto García Pérez      | 1952-1968 |
| 7  | Don Nicolás Soriano Benítez de Lugo    | 1968-1969 |
| 8  | Don Benjamín de Taoro Martín           | 1969-1980 |
| 9  | Don Nicasio de Jesús Moreno Moreno     | 1980-1981 |
| 10 | Don Antonio Hernández Oliva            | 1981-2013 |

### Párrocos durante elsigloXXI
| × | Sacerdotes                             | Periodo     |
| - | -------------------------------------- | ----------- |
| 1 | Don Domingo José Díaz Herrera          | 2013-2017   |
| 2 | Don Francisco Ignacio Hernández Rivero | 2017-2018   |
| 3 | Don Teodoro Julián Francisco Alonso    | 2018 - 2021 |
| 4 | Don Ángelo Nardone Barrios             | 2021 -      |